# Paludipasser locustella
Paludipasser locustella là một loài chim trong họ Estrildidae.